# فارمر ويفر
فارمر ويفر (بالإنجليزية: Farmer Weaver) هو لاعب كرة قاعدة أمريكي، ولد في 23 مارس 1865 في باركرسبورغ في الولايات المتحدة، وتوفي في 23 يناير 1943 في آكرون في الولايات المتحدة.

## وصلات خارجية
- فارمر ويفر على موقعبيزبول رفرنس.كوم (الدوري الرئيسي) (الإنجليزية)
- فارمر ويفر على موقعبيزبول رفرنس.كوم (الدوري الثانوي) (الإنجليزية)
- فارمر ويفر على موقع جمعية أبحاث البيسبول الأمريكية (الإنجليزية)